# Mayweather contre Pacquiao
Résultat
Mayweather contre Pacquiao est une rencontre de boxe anglaise qui a opposé les boxeurs professionnels Floyd Mayweather, Jr. et Manny Pacquiao le 2 mai 2015 au MGM Grand Garden Arena à Las Vegas. Mayweather obtient la victoire à l’unanimité des trois juges-arbitres (118-110, 116-112, 116-112). La rencontre a été vendue comme le « combat du siècle »

## Contexte
Le combat dépasse de loin le record de vente de PPV aux États-Unis avec 4,4 millions de ventes, à 100 $ l'unité (le précédent record, De La Hoya vs Mayweather avait atteint 2,4 millions de ventes en comparaison). Aucun combat n’avait jusque-là généré autant de recettes, estimées à environ 500 millions de dollars (75 millions de dollars pour la billetterie, 400 millions pour le pay-per-view américain produit par HBO et Show Time et 35 millions de dollars de droits de diffusion pour les télévisions étrangères), Mayweather et Pacquiao se partageant respectivement 300 et 150 millions de dollars,,,.

## Combat
La plupart des commentateurs ont jugé le combat ennuyeux et décevant, considérant que les deux boxeurs ne s'étaient pas vraiment livrés,, comme l'attestent les statistiques du combat : Pacquiao n'a lancé que 35,75 coups par round (alors qu'à son zénith, il pouvait en décocher jusqu'à 70) avec 19 % de coups ajustés, contre 36,25 coups pour Mayweather, maître du jeu défensif, qui s'est révélé plus précis avec 34 % de coups ajustés.

## Conséquences
Quelques heures après sa défaite, Pacquiao a confié qu'il avait été limité par une vieille blessure à l'épaule droite qui s'est réveillée à partir du troisième round. Le 5 mai, deux Américains engagent des poursuites judiciaires contre Pacquiao, réclamant 5 millions de dollars de dommages pour avoir caché sa blessure à l’épaule, expliquant que celui-ci et son entourage ont avec ce parjure violé une loi de l’État du Nevada, Pacquiao risquant ainsi entre 1 et 4 ans de prison et 5 000 dollars d'amende.
Alors que Mayweather a laissé entendre qu'il pourrait prendre sa retraite après un ultime combat en septembre, comme l'y oblige un accord contractuel, il évoque une revanche possible, une fois que le Philippin serait remis de son opération.